# Dost Muhàmmad
Dost Mohammad Khan (23 de desembre de 1793 - 9 de juny de 1863) fou un sobirà afganès, vintè fill del Sardār Payinda o Pāyenda Khan (cap del clan Bārakzay), que va governar Afganistan del 1826 al 1863 i va fundar la dinastia Barakzay.

## Biografia
Zaman Shah va fer matar Pāyenda Khan i la direcció del clan va passar al seu fill gran Fath Khan. Dost Muhammad fou criat pels seus parents materns kizilbaix. Fath Khan va ajudar a Mahmud Xah Durrani a pujar altre cop al poder el 1809 i va obtenir una influència considerable. Dost Muhammad va ser enviat amb el seu germà i va ocupar alguns càrrecs com ara governador de Kuhistan i va dirigir algunes expedicions força exitoses com la feta contra els rebels del Caixmir i els rebels d'Herat (1816). Però després d'aquesta darrera va caure en desgràcia per haver insultat a l'esposa d'un príncep Sadozay i va marxar a Caixmir. El 1818 els serveis de Fath Khan foren pagats amb el seu assassinat per orde de Mahmud Xah Durrani i el seu fill Kamran (després d'haver-lo cegat).
Dost Muhammad va aixecar un exèrcit a Caixmir i va entrar a l'Afganistan ocupant Kabul on va posar al tron com a nominal sobirà a Xahzada Sultan. Va rebutjar un intent de Mahmud d'expulsar-lo i li va deixar només Herat, però va haver d'entregar el poder al seu germà gran (el més gran dels que restaven vius) Muhammad Azam Khan, abans governador de Caixmir, mentre ell mateix fou nomenat emir de Gazni, tot i que no deixava d'aspirar al poder a Kabul. Altres germans també van rebre territoris. A la mort d'Azam Khan el 1823 va derrotar el seu fill i successor Habib Allah Khan però Kabul va caure en mans d'un altre germà, Sultan Muhammad Khan de Peshawar. Però el 1826 aquest darrer va abandonar Kabul, on no tenia suport, i Dost Muhammad hi va entrar.
El 1834 Xudja Xah Durrani va fer un intent de recuperar el poder però fou derrotat per Dost Muhammad sota els murs de Kandahar i llavors va prendre el títol d'emir, però el sikh Ranjit Singh va aprofitar aquests moments per ocupar PeXawar.

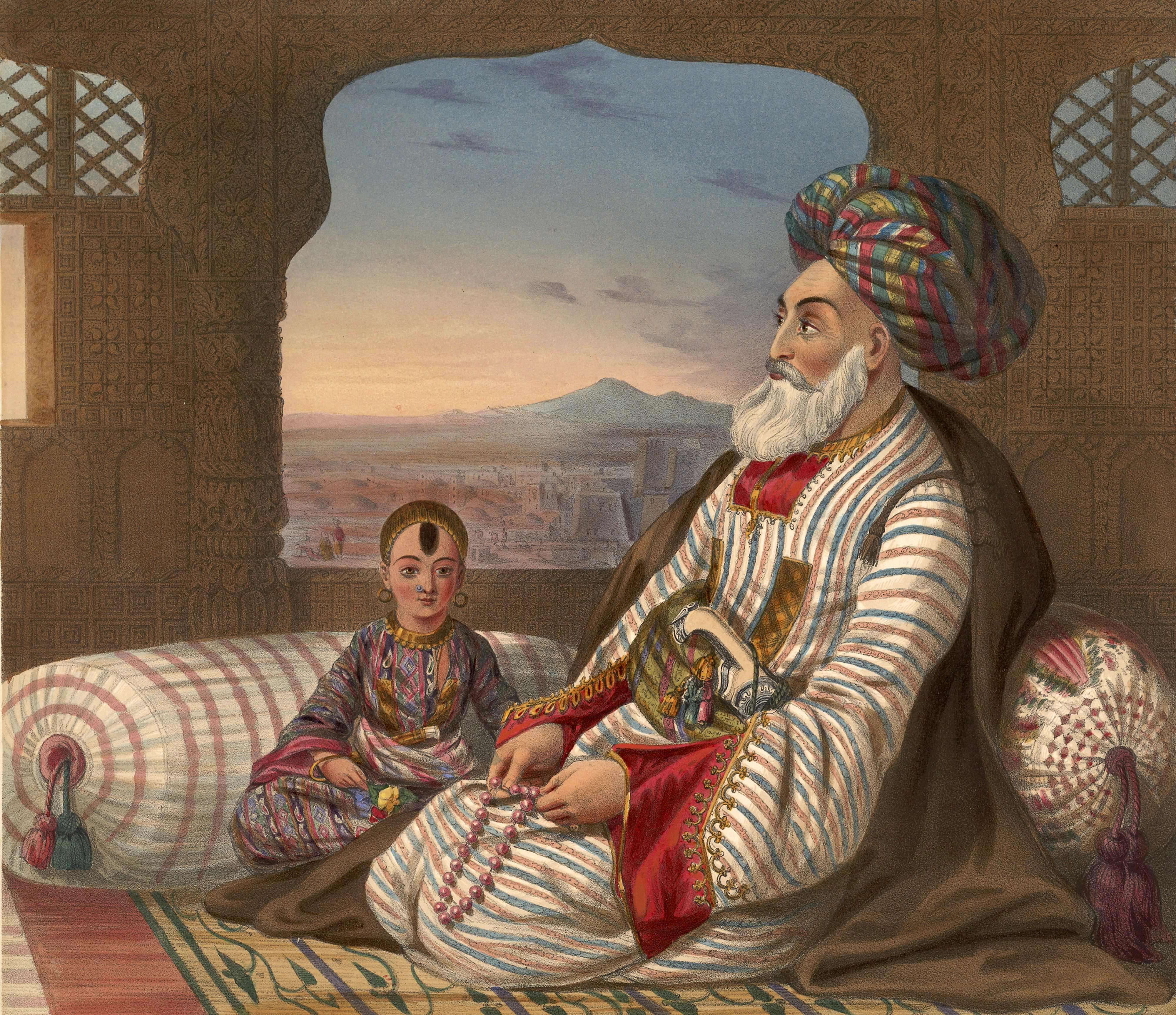
Dost Mohammad Khan i el seu fill.

Des de Kabul Dost Muhammad va començar a estendre el poder cap altres lloc de l'Afganistan i va substituir als governants locals pels seus propis germans. Va dominar Kabul, Gazni, Jalalabad, Kuhistan, Kunar i el país Hazara. El 1835 i 1837 va intentar ocupar PeXawar que de mans dels sikhs però no ho va aconseguir. El 1837 va rebre amistosament a l'anglès Alexander Burnes a Kabul, però aquest no va aconseguir el suport britànic per l'emir per l'oposició del governador general de l'Índia George Eden (Lord Auckland). El 1838 va dominar Kunduz i el nord de l'Hindu Kush després de derrotar a Murad Beg. En aquest any va reprendre relacions amb Rússia i els britànics van fer una demostració militar preventiva.
El març de 1839 una força britànica dirigida per Sir Willoughby Cotton va avançar pel pas de Bolan i el 26 d'abril va arribar a Kandahar. Xah Xuja fou proclamat emir i amb els britànics va entrar a Kabul el 7 d'agost, mentre Dost Mohammad fugia a les muntanyes de l'Hindu Kush seguit pels britànics. Finalment Dost Muhammad es va entregar el 4 de novembre de 1840. La matança de britànics i la desastrosa retirada que va seguir, el gener del 1842, fou seguida de la reconquesta de Kabul a la tardor. Llavors Dost Muhammad fou alliberat i el govern britànic va renunciar a la intervenció. Dost Muhammad va retornar a Kabul on fou rebut en triomf el 1843, recuperant els territoris que abans havia dominat. El 1843 es creu que va enverinar al seu fill Akbar Khan, del que temia la seva ambició.
El 1846 es va aliar amb el sikhs. Va aconseguir Peshawar el 1848 quan li fou cedida a canvi del suport als sikhs en la guerra contra els britànics, però la va perdre després de la victòria britànica de Gujrat el 21 de febrer de 1849 quan va retornar amb les seves forces a l'Afganistan. El 1850 va dominar Balkh i Khulm; el kanat de Xibarghan el 1854, els kanats de Maymana i Andkhuy, i Kandahar el 1855. Va organitzar un exèrcit regular que li va permetre sostreure's de la dependència dels caps tribals. Els ghalzay foren eliminats i també nombrosos caps tribals foren executats o empresonats. En política exterior va capgirar la seva aliança i el 30 de març de 1855 va signar una aliança amb la Gran Bretanya. El 1857 va declarar la guerra a Pèrsia d'acord amb els britànics i el juliol de 1857 es va signar un acord que deixava la província d'Herat sota un príncep Barakzai. Durant la rebel·lió dels Sipais no va ajudar els rebels. El 1859 va ocupar el Kunduz.
El 1862 l'exèrcit persa amb el pretendent Ahmad-Khan Bahadur, va avançar contra Kandahar. Dost Muhammad va demanar ajut als britànics, es va posar al capdavant de l'exèrcit i va expulsar els invasors. El maig de 1863 va conquerir Herat. Va morir sobtadament el 9 de juny d'aquell any i el va succeir el seu fill Xir Ali.